# Irobot France
Irobot France anciennement Robopolis est une société française, fondée par Jérôme Damelincourt, et rachetée en 2006 par Bruno Bonnell spécialisée dans la robotique personnelle, basée à Villeurbanne. À la suite du départ en politique entraînant le désengagement de son dirigeant, la société est contrôlée par la société IRobot Corporation en 2017. À cette occasion, elle prend le nom d'Irobot France.
La société Irobot Corporation a son siège 8 Crosby Drive, Bedford, MA 01730 USA.

## Activité
Irobot France  est une société spécialisée dans la distribution de robots personnels à usage domestique, éducatif ou ludique et dans la création de logiciels pour ces robots.

### Syrobo
- Irobot France est membre fondateur[5] du syndicat français de la robotique de services, Syrobo.